# Liste der Landschaftsschutzgebiete im Landkreis Lüneburg
Die Liste des Landschaftsschutzgebietes im Landkreis Lüneburg enthält das Landschaftsschutzgebiet des Landkreises Lüneburg in Niedersachsen.
Im Jahr 2011 wurden viele Landschaftsschutzgebiete aufgelöst und zu einem einzigen zusammengefasst.
| Bild           | Kennung      | Bezeichnung des Gebietes                         | Fläche in Hektar | WDPA      | Koordinaten | Datum der Verordnung |
| -------------- | ------------ | ------------------------------------------------ | ---------------- | --------- | ----------- | -------------------- |
| weitere Bilder | LSG LG 00001 | Landschaftsschutzgebiet des Landkreises Lüneburg | ca. 18.909       | 555547223 | Position    | 23. Mai 2011         |